# Козя стена
 Тази статия е за резервата.  За върха вижте Козя стена (връх).  За хижата вижте Козя стена (хижа).
Козя стена е името на най-малкия резерват включен в националния парк Централен Балкан, България.

## Основаване и статут
Обявен е за резерват с обща площ 904,3 хектара със Заповед No.1048 на Комитета за опазване на природната среда при Министерски съвет от 22.12.1987 година, с цел опазването на ендемичния вид еделвайс и буково-еловите гори на възраст над 100 години.

## Местоположение
Козя стена се намира в землището на село Чифлик, Община Троян. Площта на резервата е 904,3 хектара и на територията му се намира скалния феномен козя стена, както и други скални форми, поради което в резервата има разнообразие от грабливи птици. Местността, в която се намира резервата е стръмна и труднодостъпна, понеже той се намира на най-стръмните части на северния склон на Стара планина.

## Флора
В резервата са установени 40 растителни вида, които присъстват в списъци на редки или застрашени от изчезване растителни видове. Някои от тях са благаево бясно дърво, рохелова каменоломка, лунна папрат, високопланински желтак, старопланинска лазаркиня и сребърник, както и старопланинския еделвайс.

## Фауна
Въпреки малката площ на Козя стена, се срещат голямо количество животни. Могат да се наблюдават над 60 вида птици, гнездящи на територията и в прилежащите към резервата територии. От тези птици 6 вида са включени в Червената книга на България - голям ястреб, малък ястреб, осояд, черен кълвач, гълъб хралупар и уралска улулица.